# Quiliano
Quiliano é uma comuna italiana da região da Ligúria, província de Savona, com cerca de 7.060 habitantes. Estende-se por uma área de 49 km², tendo uma densidade populacional de 144 hab/km². Faz fronteira com Altare, Mallare, Orco Feglino, Savona, Vado Ligure, Vezzi Portio.

## Demografia
| Variação demográfica do município entre 1861 e 2011                               |
|                                                                                   |
| Fonte: Istituto Nazionale di Statistica (ISTAT) - Elaboração gráfica da Wikipedia |